# Margarita de Borgoña (reina de Sicilia)
Margarita de Borgoña (?, 1250 – Tonnerre, 4 de septiembre de 1308), condesa de Tonnerre, fue la segunda esposa de Carlos I, conde de Anjou, Maine, Provenza y Forcalquier, que después se convirtiera en rey de Sicilia, Nápoles, Albania y Jerusalén.

## Primeros años
Era la segunda hija de Odón de Borgoña y Matilde de Dampierre. Margarita era condesa de Tonnerre por herencia desde 1262 hasta su muerte. Se convirtió en reina consorte de Sicilia, Nápoles y Albania por su matrimonio con Carlos de Anjou, el 18 de noviembre de 1268. Su única hija, Margarita, murió en la infancia. 
También se convirtió en reina consorte de Jerusalén, después de que Carlos comprara en Roma el título a la princesa María de Antioquía en 1277. Ella y su esposo perdieron el título de rey y reina de Sicilia en 1282, convirtiéndose en rey y reina sólo de Nápoles.

## Vida posterior
Después de que Carlos muriera en 1285, Margarita se retiró a sus tierras en Tonnerre, residiendo en el castillo con Margarita de Acre, viuda de Bohemundo VII de Trípoli y con Catalina de Courtenay, emperatriz titular de Constantinopla, nieta de Carlos de Anjou y su primera esposa. Allí en Tonnerre, las tres mujeres vivieron vidas de caridad y oración. Margarita fundó en la villa el Hospicio de Fontenilles, y proporcionó los fondos necesarios para su mantenimiento.

## Muerte
Murió en 1308 sin descendencia. Heredó sus posesiones a su sobrino-nieto, Juan II de Châlon. Fue enterrada en el Hospicio. En 2008, la villa de Tonnerre conmemoró la muerte de Margarita durante las fiestas medievales, el 5, 6 y 7 de septiembre de ese año.